# Монастырь миноритов (Ратинген)
Миноритский монастырь (нем. Minoritenkloster Ratingen) — бывший монастырь ордена францисканцев-миноритов, расположенный в центре ганзейского города Ратинген (земля Северный Рейн-Вестфалия) — рядом с приходской церковью Петра и Павла; был заложен в 1655 и распущен в 1803 году; является памятником архитектуры.

## История и описание
В 1655 году был заложен первый камень в основание Миноритского монастыря в центре города Ратинген — в непосредственной близости от приходской церкви Святых Апостолов Петра и Павла. В 1659—1677 годах была воздвигнута монастырская церковь, которую удалось освятить только в 1725 году. В период с 1678 по 1691 год монастырь был расширен за счёт постройки двух крыльев у главного корпуса; с 1767 по 1769 год здесь также размещалась местная латинская школа. Монастырь был распущен в ходе секуляризации в регионе, в 1803 году. В 1834 году бывшие монастырские постройки перешли городу Ратинген, администрация которого основала в них школу. В 1884 году была произведена перестройка фасада, выходившего на улицу Линторфер, а здание было преобразовано в городскую ратушу — городская администрация размещалась здесь до завершения строительства новой ратуши в 1973 году.